# Chi Răng bừa
Urceola là chi thực vật có hoa trong họ Apocynaceae.